# 経済セミナー
経済セミナー（けいざいセミナー）は、日本評論社から出版される経済学系の隔月刊誌。略称は経セミ。1957年創刊。
紙面の前半は特集記事であり、後半に連載記事が掲載される。

## 概要
- 経済学の各分野に関するテーマを解説する特集と、経済学に関する専門的な連載から成る経済雑誌である。
- 2009年2月号より隔月刊となり、1,３,５,７,９,11月の27日を目安に年６冊を発売
- 年に１冊程度の増刊号（あるいは雑誌企画から生まれた書籍）を発刊
- 2022年2・3月号から、電子版の発行を開始。
- 2024年10・11月号で通巻740号を数える。

## 主な内容

### インタビュー連載
経済学者をはじめ、官民問わず多くの経済学に関わる人へのインタビューが掲載されている。

### 連載
ミクロ経済学やマクロ経済学、計量経済学だけでなく、子育てや水産業、機械学習、金融政策や経済成長、経済数学、政治経済学など幅広いトピックについて、経済学者が連載を担当している。連載終了後は、多くが日本評論社から書籍化されて出版されている。

### 海外論文SURVEY
若手研究者による海外論文のノンテクニカルな解説

### 書評
日本評論社刊の書籍に留まらず、各出版社から出版された最近の経済学に関わる書籍に対する評論